# Posiadały
Posiadały – wieś sołęcka w Polsce, położona w województwie mazowieckim, w powiecie mińskim, w gminie Cegłów.
| SIMC    | Nazwa      | Rodzaj    |
| ------- | ---------- | --------- |
| 0669200 | Dębniak    | część wsi |
| 0669217 | Momencik   | część wsi |
| 0669223 | Poddębniak | część wsi |
| 0669230 | Półwłóki   | część wsi |

W latach 1954-1957 wieś była siedzibą gromady Posiadały, po jej zniesieniu w gromadzie Cegłów W latach 1975–1998 miejscowość administracyjnie należała do województwa siedleckiego.
Wieś duchowna  położona była w drugiej połowie XVI wieku w powiecie garwolińskim  ziemi czerskiej województwa mazowieckiego. 
Wierni Kościoła rzymskokatolickiego należą do parafii św. Anny w Kiczkach.